# IC 5
IC 5 је елиптична галаксија у сазвјежђу Кит која се налази на листи објеката дубоког неба у Индекс каталогу.
Деклинација објекта је - 9° 32' 34" а ректасцензија 0h 17m 34,9s. Привидна величина (магнитуда) објекта IC 5 износи 13,8 а фотографска магнитуда 14,8. IC 5 је још познат и под ознакама MCG -2-1-47, NPM1G -09.0011, IRAS 00148-0951, PGC 1145.